# 山本安太郎
山本 安太郎（やまもと やすたろう、1873年（明治6年）9月6日 - 1953年（昭和28年）3月18日）は、愛知県知多郡豊浜村須佐出身の8代山本太次兵衛の弟である。初代太次兵衛は、文化14年（1817年）、麻糸を手編みする漁網の製造を開始した。明治期になって錦漁網の製造が始まり、明治42年（1909年）、蛙又網機が発明された。
山本安太郎は、明治33年（1900年）、豊橋に網太支店開設にあたりその主任となる。明治40年（1907年）、網太号の分譲を受けて本店より分離独立して網太山本安太郎商店代表社員となり漁網製造販売を業とした。昭和12年（1937年）から昭和14年（1939年）まで、豊橋商工会議所会頭を務める。愛知県製網工業組合理事・日本製網組合理事などとなる。この間、昭和12年（1937年）、製網機の輸出を開始する。昭和18年（1943年）、社長を次男・山本貞(1909～1993)に譲り、網太鉄工を設立した。昭和20年（1945年）6月の空襲により、全工場が焼失した。昭和26年（1951年）には、製網機はアメリカ合衆国・ブラジル・台湾・東パキスタン・タイなどに輸出された。昭和28年（1953年）3月18日に、没した。